# Unité mobile d’assistance circulatoire
L’unité mobile d'assistance circulatoire (UMAC) est un dispositif d'ECMO utilisé dans des situations hémodynamiques d’extrême urgence.
Il permet de mettre le patient en circulation et oxygénation extra corporelle sur le site de l'intervention, ou dans une chambre d'hôpital sans nécessité de se trouver dans un bloc opératoire. Cela permet de rétablir une hémodynamique précaire, et d'avoir une meilleure oxygénation des tissus par rapport à un simple massage cardiaque. Le temps où le patient est sous simple massage cardiaque est ainsi réduit. Ce dispositif est utilisé, entre autres, à l’hôpital de la Salpêtrière à Paris et à l’hôpital de la Timone à Marseille.